# Rutilia
Rutilia är ett släkte av tvåvingar. Rutilia ingår i familjen parasitflugor.

## Bildgalleri

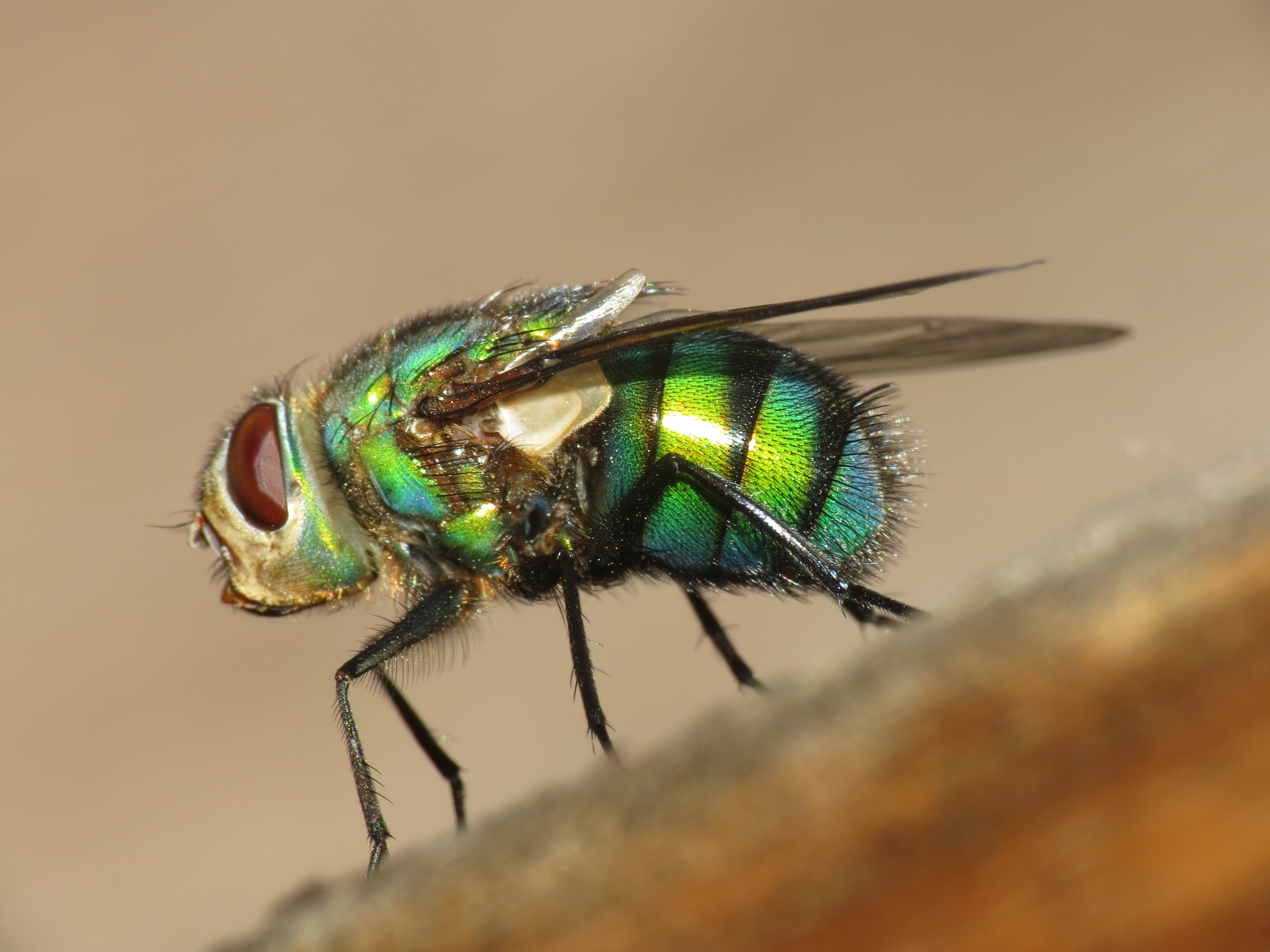
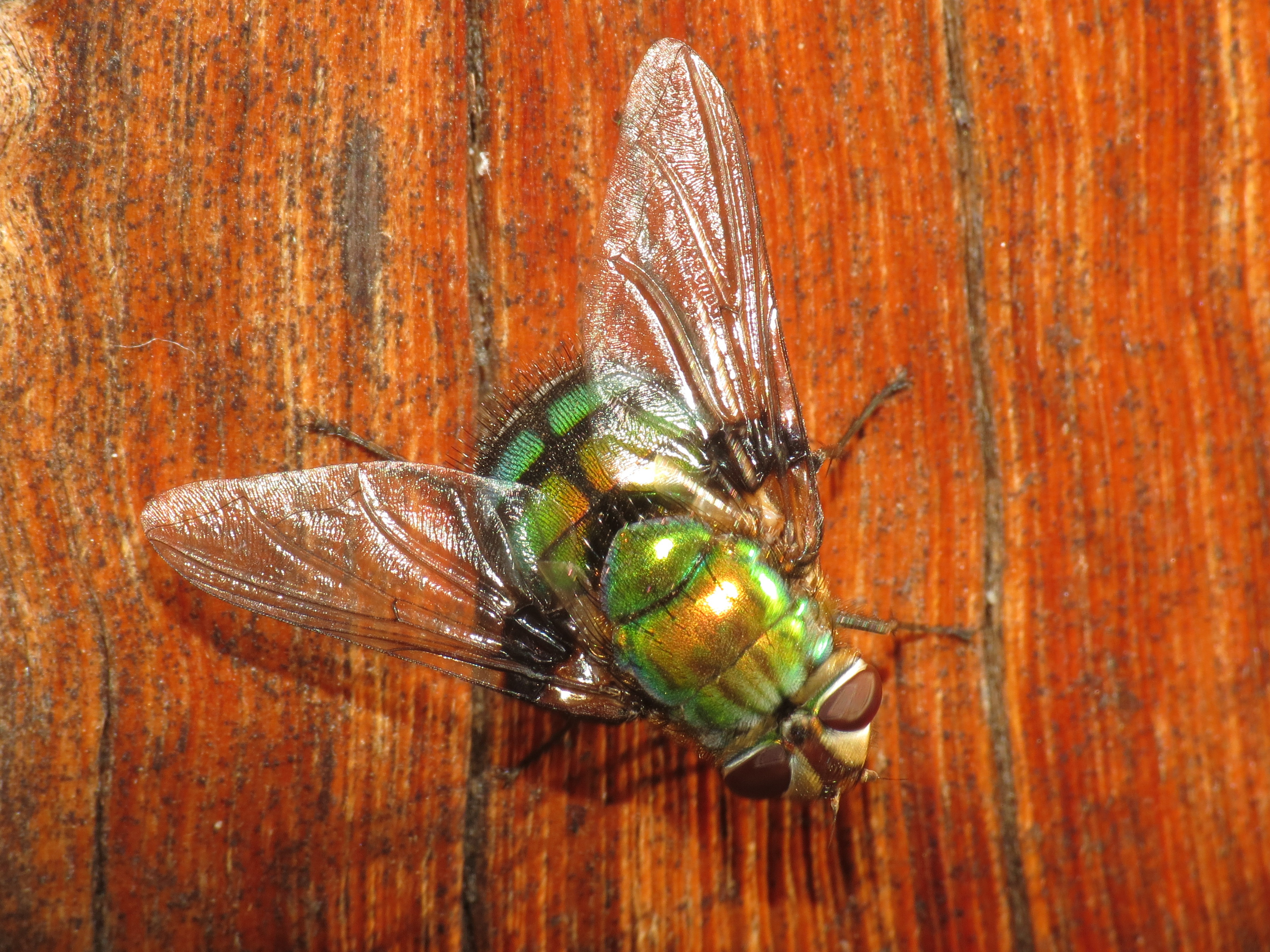
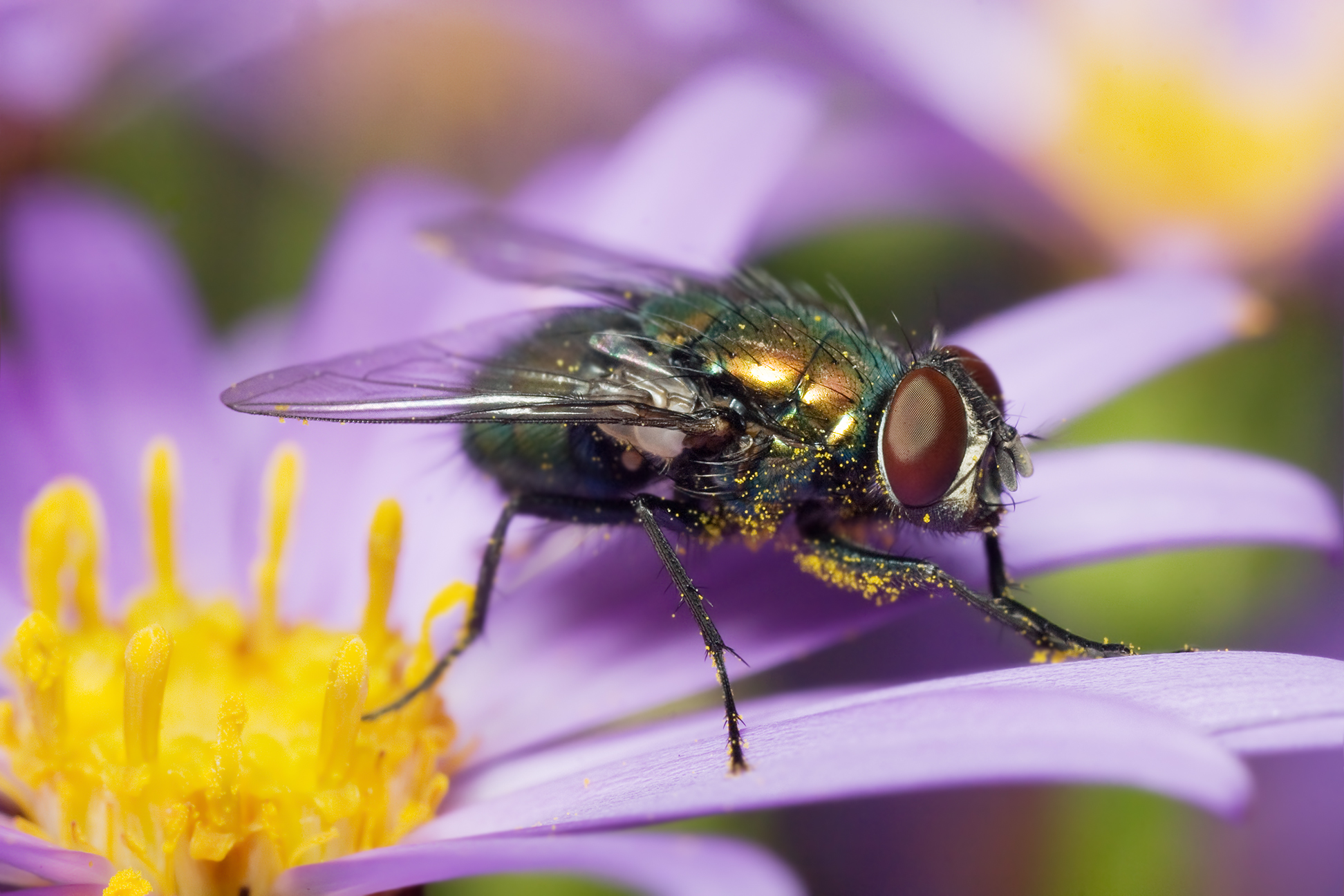

## Dottertaxa tillRutilia, i alfabetisk ordning[1]
- Rutilia agalmiodes
- Rutilia albovirida
- Rutilia analoga
- Rutilia argentifera
- Rutilia atrox
- Rutilia bisetosa
- Rutilia brunneipennis
- Rutilia caeruleata
- Rutilia caesia
- Rutilia chersipho
- Rutilia cingulata
- Rutilia confusa
- Rutilia corona
- Rutilia cryptica
- Rutilia cupreiventris
- Rutilia decora
- Rutilia dentata
- Rutilia dorsomaculata
- Rutilia ethoda
- Rutilia formosa
- Rutilia fulviventris
- Rutilia goerlingiana
- Rutilia hirticeps
- Rutilia idesa
- Rutilia imperialis
- Rutilia imperialoides
- Rutilia inusta
- Rutilia lepida
- Rutilia liris
- Rutilia luzona
- Rutilia media
- Rutilia micans
- Rutilia micropalpis
- Rutilia minor
- Rutilia nana
- Rutilia nigriceps
- Rutilia nigrihirta
- Rutilia nigripes
- Rutilia panthea
- Rutilia pellucens
- Rutilia quadripunctata
- Rutilia regalis
- Rutilia retusa
- Rutilia rubriceps
- Rutilia sabrata
- Rutilia savaiiensis
- Rutilia scutellata
- Rutilia setosa
- Rutilia simplex
- Rutilia spinolae
- Rutilia splendida
- Rutilia subtustomentosa
- Rutilia townsendi
- Rutilia transfuga
- Rutilia transversa
- Rutilia viridinigra
- Rutilia vivipara